# Dan White (acteur)
Pour les articles homonymes, voir White.
Dan White (né le 25 mars 1908 à Falmouth, en Floride et mort le 7 juillet 1980 à Tampa) est un acteur américain.

## Biographie
Dan White a joué, au cours de sa carrière entre 1936 et 1975, dans plus de 200 films principalement des westerns.

## Filmographie partielle
- 1939 : Autant en emporte le vent (Gone with the Wind) de Victor Fleming
- 1940 : Les Raisins de la colère (The Grapes of Wrath) de John Ford
- 1941 : Texas de George Marshall
- 1943 : The Phantom de B. Reeves Eason
- 1944 : L'Esprit diabolique (Voodoo Man) de William Beaudine
- 1945 : Beyond the Pecos de Lambert Hillyer
- 1946 : Duel au soleil (Duel in the Sun) de King Vidor
- 1946 : Les peaux-rouges attaquent (Gun Town) de Wallace Fox
- 1948 : La Rivière rouge (Red River) de Howard Hawks et Arthur Rosson
- 1948 : L'Île inconnue (Unknown Island) de Jack Bernhard
- 1948 : Le Condamné de la cellule cinq (I Wouldn't Be in Your Shoes) de William Nigh
- 1949 : L'Indésirable Monsieur Donovan (Cover Up) de Alfred E. Green
- 1951 : Deux Nigauds chez les barbus (Comin' Round the Mountain) de Charles Lamont
- 1951 : Le Rocher du diable (Drums in the Deep South) de William Cameron Menzies
- 1952 : Les Indomptables (The Lusty Men) de Nicholas Ray et Robert Parrish : Annonceur #1
- 1955 : Rendez-vous sur l'Amazone (The Americano) de William Castle
- 1955 : Colorado Saloon (The Road to Denver) de Joseph Kane
- 1956 : La VRP de choc (The First Traveling Saleslady) de Arthur Lubin
- 1957 : Jicop le proscrit (The Lonely Man) de Henry Levin
- 1957 : L'Esclave libre (Band of Angels) de Raoul Walsh
- 1957 : Le Rock du bagne (Jailhouse Rock) de Richard Thorpe
- 1965 : Sur la piste des Apaches' de R. G. Springsteen
- 1972 : Alerte à la bombe (Skyjacked) de John Guillermin